# Маршан (Эн)
Марша́н (фр. Marchamp) — коммуна во Франции, находится в регионе Рона — Альпы. Департамент — Эн. Входит в состав кантона Люи. Округ коммуны — Белле.
Код INSEE коммуны — 01233.

## География
Коммуна расположена приблизительно в 420 км к юго-востоку от Парижа, в 55 км восточнее Лиона, в 55 км к юго-востоку от Бурк-ан-Бреса.
По территории коммуны протекает река Брив (фр. Brive) и расположено озеро Серен. Около половины площади коммуны занимают леса.

## Климат
Климат полуконтинентальный с холодной зимой и тёплым летом. Дожди бывают нечасто, в основном летом.

## Население
Население коммуны на 2010 год составляло 118 человек.
| 1962 | 1968 | 1975 | 1982 | 1990 | 1999 | 2010 |
| ---- | ---- | ---- | ---- | ---- | ---- | ---- |
| 175  | 145  | 113  | 106  | 106  | 108  | 118  |

## Экономика
В 2010 году среди 58 человек трудоспособного возраста (15—64 лет) 49 были экономически активными, 9 — неактивными (показатель активности — 84,5 %, в 1999 году было 68,1 %). Из 49 активных жителей работали 46 человек (27 мужчин и 19 женщин), безработных было 3 (2 мужчин и 1 женщина). Среди 9 неактивных 1 человек был учеником или студентом, 5 — пенсионерами, 3 были неактивными по другим причинам.

## Достопримечательности
- Палеоэкологический музей Серен
- Романская церковь Св. Маврикия

## Фотогалерея

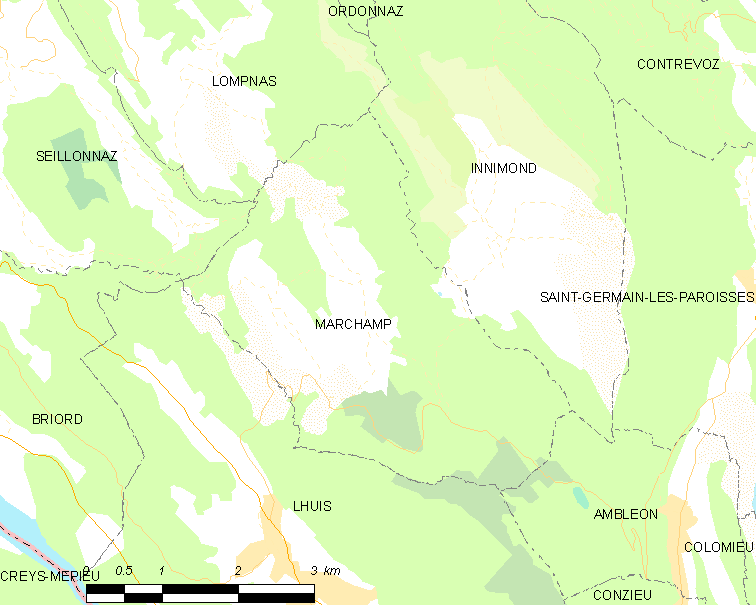
Карта коммуны